# Groléjac
Groléjac é uma comuna francesa na região administrativa da Nova Aquitânia, no departamento Dordonha. Estende-se por uma área de 12,39 km². Em 2010 a comuna tinha 671 habitantes (densidade: 54,2 hab./km²).